# Silmont
Silmont – miejscowość i gmina we Francji, w regionie Grand Est, w departamencie Moza.
Według danych na rok 1990 gminę zamieszkiwały 232 osoby, a gęstość zaludnienia wynosiła 61 osób/km² (wśród 2335 gmin Lotaryngii Silmont plasuje się na 813. miejscu pod względem liczby ludności, natomiast pod względem powierzchni na miejscu 1111.).